# Miodrag Lekić
Miodrag Lekić (cirílico: Миодраг Лекић; Bar, 21 de noviembre de 1947) es un politólogo, diplomático y político montenegrino. Es el fundador y actual presidente de la liberal-conservadora Alianza Democrática (DEMOS).

## Biografía
Lekić estudió ciencias políticas con énfasis en relaciones internacionales en la Universidad de Belgrado, graduándose en 1971. Trabajó como profesor en el gimnasio "Niko Rolović" y fue director del centro cultural e informativo en su ciudad natal de Bar. Recibió una beca del gobierno francés para continuar sus estudios en la Universidad de París-Sorbona de 1976 a 1977. En 1986 se convirtió en miembro del gobierno de la República Socialista de Montenegro, y en 1987 fue miembro de la delegación de la República Federativa Socialista de Yugoslavia para la cooperación de la UNESCO.
De 1990 a 1992, Lekić se desempeñó como embajador de Yugoslavia en Mozambique, Suazilandia y Lesoto. Desde agosto de 1992 hasta mayo de 1995, fue ministro de Relaciones Exteriores de la República de Montenegro. Posteriormente, se convirtió en embajador de Yugoslavia en Italia y Malta durante dos mandatos (1995-1999 y 2001-2003). Entre 1999 y 2001 trabajó para la Organización de las Naciones Unidas para la Alimentación y la Agricultura (FAO). Durante su segundo mandato recibió una amplia atención de los medios por sus fuertes críticas a la intervención de la OTAN en Yugoslavia durante la Guerra de Kosovo.
En 2003, Lekić entró en conflicto con el nuevo presidente montenegrino Milo Đukanović, líder del gobernante DPS, y dejó el servicio diplomático yugoslavo.
Lekić se convirtió en profesor en la Universidad Internacional Libre de Guido Carli en Roma. Enseñó política comparada de 2003 a 2004, técnica de negociación internacional de 2004 a 2012 y diplomacia de 2012 a 2013. Al mismo tiempo, enseñó relaciones internacionales y técnica de negociación en la facultad de humanidades de la Universidad de Roma La Sapienza de 2005 a 2007.
En 2011, fundó el Centro de Política Internacional e Integración Europea (CEMP) en Podgorica.
En 2012, se convirtió en líder de la alianza opositora Frente Democrático formada por el Movimiento por los Cambios (PzP) y la Nueva Democracia Serbia (NOVA). Encabezó la lista de la alianza en las elecciones parlamentarias de octubre de 2012.
Lekić se postuló en las elecciones presidenciales de 2013, con el apoyo de toda la oposición montenegrina, tanto su Frente Democrático, el Partido Popular Socialista (SNP) y Montenegro Positivo (PCG). Según el informe del comité electoral, fue derrotado por un estrecho margen por el titular Filip Vujanović. Sin embargo, muchos observadores independientes insistieron en que la victoria de Vujanović se produjo como resultado de un fraude electoral. Esto resultó en varias manifestaciones de los partidarios de Lekić.
Tras desacuerdos internos dentro de la coalición, Lekić se separó del Frente Democrático y formó el nuevo partido político de centroderecha, Alianza Democrática (DEMOS) el 18 de mayo de 2015.